# Labirinto di Porsenna
Il Labirinto di Porsenna è costituito da una serie di cunicoli sotterranei posti sotto l'abitato antico di Chiusi, in particolare sotto piazza del Duomo, la cattedrale e gli edifici circostanti. Vi si accede dal Museo della cattedrale, con lo stesso biglietto.

## Storia e descrizione
Il nome del labirinto deriva dalla descrizione di Plinio il vecchio (che cita Terenzio Varrone) del mausoleo di Porsenna, il leggendario sepolcro del sovrano etrusco protetto, secondo gli storici latini, da un labirinto.
Più probabilmente si tratta del sistema di approvvigionamento idrico, scavato dagli Etruschi in epoca arcaica, ed erroneamente definito "Labirinto di Porsenna" dagli archeologi che negli anni '20 avevano trovato le prime gallerie. Infatti gli studiosi credevano di avere trovato il mausoleo descritto da Plinio.

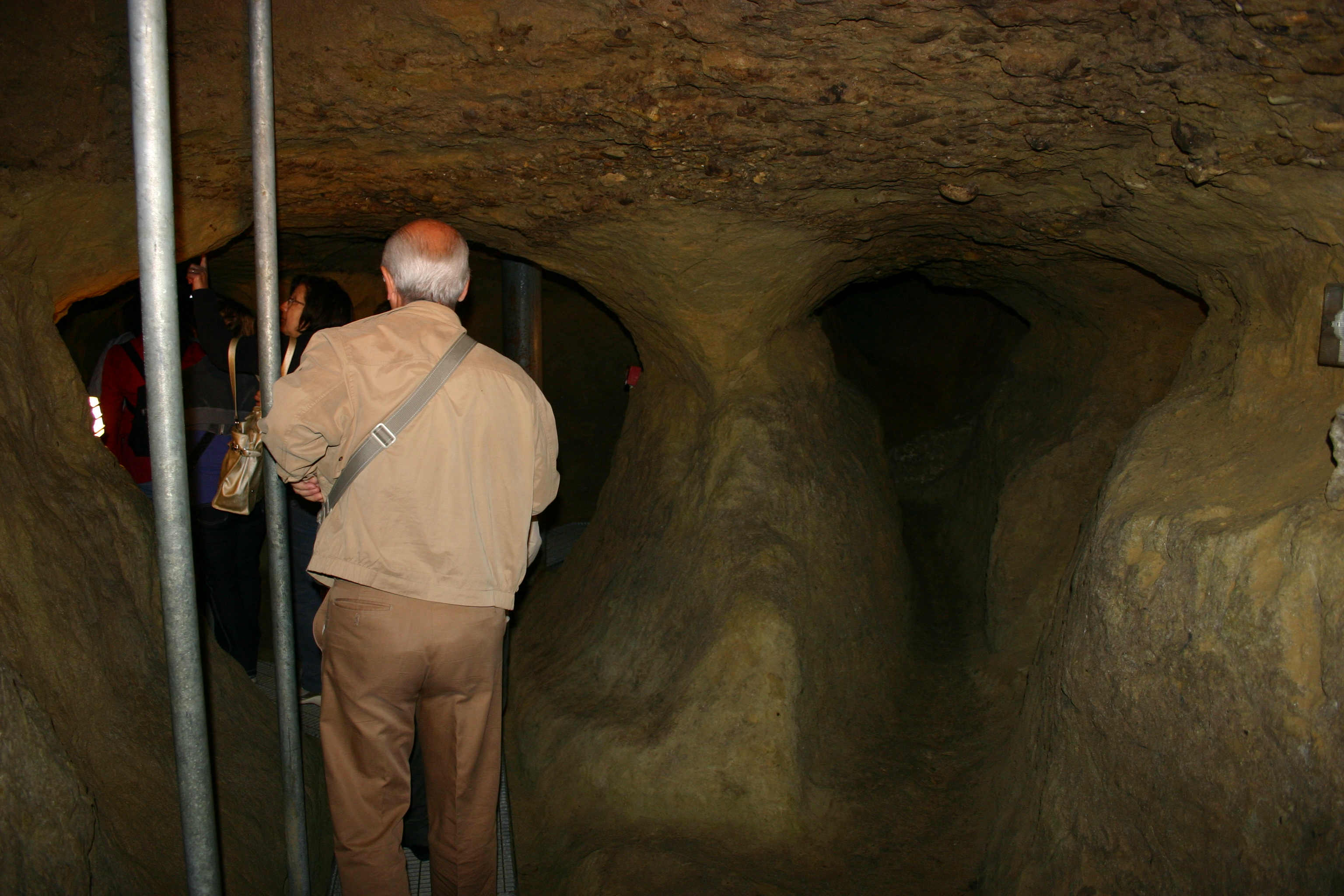

Il sistema è particolarmente vasto ed ingegnoso, scavato nella duttile pietra arenaria, per una profondità massima di 25 metri circa. Il sistema è composto da una fitta rete di passaggi, larghi in media un metro ed alti da due a cinque metri, talvolta rinforzati da blocchi di pietra. Vi si incontrano cisterne e piccoli bacini per raccogliere l'acqua, sia tramite infiltrazione, che con falde.
Un cunicolo si dirama fino alla cisterna etrusco-romana, chiamata così per la sua epoca (romana) e per il modo in cui è stata costruita (etrusco). È coperta infatti da una doppia volta, sostenuta da un grande pilastro centrale. Risale al I secolo a.C. e sopra di essa, nel XII secolo, venne eretta una torre a difesa, divenuta poi il campanile della cattedrale.
Nei cunicoli, che vennero usati anche come discarica, sono stati fatti vari ritrovamenti, tra i quali spiccano un tratto della cinta muraria ellenistica, romana e medievale (a sud) e, sotto l'abside del duomo, i resti di una lussuosa abitazione privata di epoca imperiale. Il percorso è arricchito dalla presenza di iscrizioni e urne in alabastro, marmo o travertino, databili tra la fine del IV e l'inizio del III secolo a.C.
Simili cunicoli si trovano anche in altre città dell'Italia centrale quali Perugia, Orvieto e Todi.

## Il leggendario mausoleo di Porsenna
Porsenna sarebbe stato sepolto con un tesoro favoloso consistente in un carro trainato da quattro cavalli in scultura d'oro, con un sarcofago anch'esso d'oro, ed una chioccia con cinquemila pulcini d'oro.
Plinio il Vecchio nella sua Naturalis Historiae riporta la notizia di Marco Terenzio Varrone sull'esistenza di un favoloso Mausoleo di Porsenna:
(Gaio Plinio Secondo, Naturalis historia, xxxvi.19.91-93)